# Сазонова, Александра Фёдоровна
Александра Фёдоровна Сазонова (24 июня 1881 — после 1934) — артистка оперы (лирическое сопрано), педагог.
Обладала небольшим голосом приятного тембра.

## Биография
Александра Фёдоровна родилась 24.6.1881.
Дебютировала в петербургском Мариинском театре в марте 1905 года в партии Эльзы — «Лоэнгрин» Р. Вагнера.
C 1906 по 1909 год солистка петербургского Мариинского театра.
Записала на грампластинки 5 произведений в Петербурге.
В начале 1930-х гг. преподавала в Московском музыкальном техникуме.

## Партии
- Горислава («Руслан и Людмила» М. Глинки),
- Сирин («Сказание о невидимом граде Китеже и деве Февронии» Н. Римского-Корсакова);
- Донна Эльвира («Дон Жуан» В. А. Моцарта),
- Джульетта («Сказки Гофмана» Ж. Оффенбаха),
- Жавотта («Манон» Ж. Массне), Фрейя («Золото Рейна» Р. Вагнера),
- Гутруна («Гибель богов» Р. Вагнера).

## Партнёры
- А. Богданович,
- А. Ю. Больска,
- А. М. Лабинский,
- М. Михайлова,
- М. И. Фигнер,
- Ф. И. Шаляпин.

Пела п/у Э. Ф. Направника.